# واوا
واوا قرية سودانية هي البوابة الجنوبية للسكوت في الضفة الشرقية للنيل.

## الموقع
تقع قرية واوا في منطقة السكوت، في الولاية الشمالية للسودان، على ضفة النيل الشرقية، يحد القرية، قرية ماريا من الشمال وقرية توندي المحس من الجنوب، ومن الشرق صحراء العتمور ومن الغرب نهر النيل.

## النشاط السكاني
اشتهر سكانها من القدم بالتجارة والزراعة، ويمارس بعضه الرعي.